# Fabbricanti di angeli di Nagyrév
Zsuzsanna Oláh (... – 1929) è stata una serial killer ungherese. Unitamente ad un gruppo di alcune decine di complici, sotto la sua guida ribattezzò il gruppo Le fabbricanti di angeli di Nagyrév, compiendo almeno 50 omicidi, che secondo altre stime ammonterebbero addirittura a 300.

## Storia

### Gli inizi
Non si conosce nulla della sua infanzia. La Fazekas dichiarava di essere stata sposata con un certo Gyula Fazekas che l'aveva abbandonata da tempo scomparendo in circostanze misteriose; non è mai stato appurato se tale marito fosse esistito realmente e che cosa ne fosse stato di lui. Veniva soprannominata “donna saggia” ed era una sostenitrice dell'aborto, che continuò a praticare per anni, sebbene fosse illegale.
Nel 1911 Zsuzsanna Fazekas, una levatrice, infermiera, ostetrica ed abortista (all'epoca l'aborto era illegale ma, in mancanza di metodi contraccettivi efficaci, largamente praticato), giunse nel modesto villaggio di Nagyrév, in Ungheria; il villaggio si trova a circa 100 km a sud-est di Budapest e contava poco meno di 900 abitanti. Nel 1914 iniziò la prima guerra mondiale; i mariti chiamati al fronte lasciarono le loro mogli per partire; Nagyrév diventò una sorta di centro di detenzione di prigionieri di guerra.

### La congregazione
Le donne della società di quel periodo dovevano sottostare ai matrimoni vincolati dalla famiglia; il divorzio ancora non esisteva. Le donne di Nagyrév, mentre gli uomini erano al fronte, iniziarono ad avere alcuni amanti stranieri, spesso prigionieri di guerra. Nel 1918, quando la guerra finì, i mariti superstiti tornarono nel borgo e vollero tornare al loro precedente stile di vita, che avrebbe creato situazioni instabili.

La Fazekas iniziò così a convincere alcune donne ad avvelenare i mariti; si formò in segreto un gruppo di assassine chiamato Fabbricanti di angeli le quali si procuravano il veleno dalla Fazekas chiamandola con affetto “zia Susi” Il gruppo contava circa 30 membri, forse fino a più di 50. 

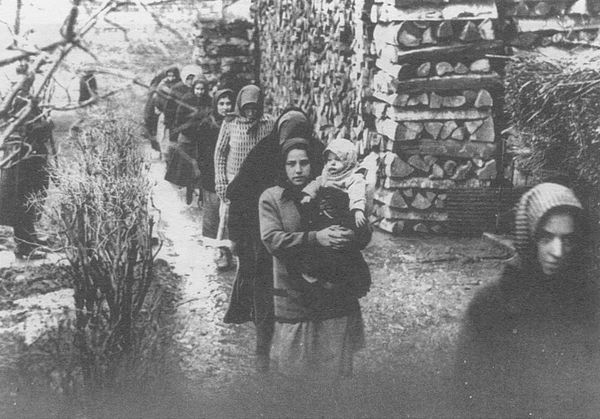
Imputati nel caso di avvelenamento da arsenico di Tiszazug: Donne che camminano nel cortile carcere di Szolnok

### Gli omicidi, il movente
La prima vittima fu un anziano, marito di un'amica della Fazekas, che morì nel 1911 o nel 1914; non fu opera di Fazekas. Tutti gli altri omicidi partirono dallo stesso anno e terminarono nel 1929. Con il passare del tempo si estesero nei villaggi vicini. I delitti furono motivati da numerosi fattori di carattere personale: per l'odio delle donne verso i mariti che dovettero sposare in modo forzato; perché, dopo essersi trovato un amante, non volevano tornare con loro; perché non volevano tornare allo stile di vita precedente; perché il marito le aveva violentate fisicamente o psicologicamente.
Per loro, il veleno era uno “strumento di liberazione” dalle dure condizioni a cui erano soggette. L'arma usata per ogni omicidio era l'arsenico; lo ottenevano immergendo alcuni fogli di carta moschicida nell'acqua e facendola bollire: in questo modo estraevano il veleno, che si separava dalla carta; quest'idea fu sviluppata dalla Fazekas. Lei stessa si occupava di venderlo porta a porta; lo soprannominava “la polvere dell'eredità di zia Susi”.
Un cugino della Fazekas, addetto delle pompe funebri, si occupava di falsificare e archiviare i certificati di morte, attribuendo le morti a malattie varie e non ad avvelenamento. Questo fattore allontanò i sospetti delle autorità dalle fabbricanti di angeli. Inizialmente, le donne coinvolte uccisero i mariti; qualche tempo dopo cominciarono a morire anche i loro figli, genitori, parenti e vicini, che ritenevano “scomodi”. Tra un omicidio e l'altro, Fazekas eseguiva anche aborti clandestini in cambio di denaro; venne arrestata e imprigionata una decina di volte tra il 1911 e il 1921, ma sempre assolta.

### La denuncia
Alla metà del 1920, gli omicidi si diffusero a tal punto che Nagyrév fu soprannominato “il distretto dell'omicidio”. Il caso emerse ufficialmente nell'aprile 1929, quando una lettera anonima venne inviata al direttore di un giornale locale: essa denunciava i livelli di criminalità della zona del Tiszazug (in cui si trovava Nagyrév); fece anche notare che tutte le vittime erano membri di una famiglia, accusando le donne di essere le assassine.

### Le indagini
Le indagini, a partire da quell'anno, presero nuova forza fino alla svolta finale. Nel luglio 1929, un maestro di coro del vicino villaggio di Tiszakürt sopravvisse ad un tentativo di avvelenamento dopo che gli fu praticata una lavanda gastrica; si rivolse alla polizia e accusò l'infermiera vedova di László Szabó di avere provato ad ucciderlo con un bicchiere di vino avvelenato. Poco tempo dopo, un'altra persona accusò a sua volta la Szabó di avere cercato di somministrargli del veleno. La donna fu arrestata.
Per ottenere la scarcerazione denunciò un'amica che era stata sua complice, la signora Bukenovszki. Quest'ultima, una volta arrestata, fece il nome di Susi Fazekas, sostenendo che, nel 1924, l'ostetrica le avrebbe fornito dell'arsenico per uccidere la madre di settantasette anni. Il suo cadavere venne ripescato dal fiume Tisza; uno studente di medicina lo esaminò e ci trovò delle grosse tracce di avvelenamento da arsenico. La polizia si insospettì quando vide che, nel certificato di morte, c'era indicata come causa l'annegamento. Nel frattempo altre decine di cadaveri vennero riesumati dal cimitero locale per le indagini; i certificati di morte riportavano come causa del decesso la “malattia”; probabilmente anche l'addetto all'archiviazione era coinvolto.

### La fine
Gli agenti, che avevano abbastanza prove per il coinvolgimento della Fazekas, la arrestarono, ma la donna si proclamò innocente. La scarcerarono per mancanza di prove e iniziarono a pedinarla di nascosto: come previsto, andò di casa in casa per avvertire i membri del suo gruppo che erano state scoperte e che gli omicidi avrebbero dovuto cessare. A partire dalla Fazekas, scoprirono i membri del gruppo delle fabbricanti di angeli e li arrestarono il giorno stesso. In totale si fecero 34 o 38 arresti, tra cui un uomo (forse l'addetto all'archivio); le autorità rilasciarono alcune sospettate e ne tennero in custodia 26. Júlia Fazekas, per prevenire l'arresto, si era suicidata in casa sua, bevendo del veleno; insieme al cadavere la polizia trovò della carta moschicida a mollo nell'acqua.
Alle Fabbricanti di angeli furono attribuiti almeno 50 omicidi, financo 300. A conclusione del processo, che ebbe luogo a Szolnok, ventisei di loro vennero condannate a scontare l'ergastolo, mentre le altre ricevettero invece alcuni anni di carcere. Otto di loro ebbero la pena capitale. I loro omicidi scioccarono l'Ungheria, che si stava riprendendo dai casi di Béla Kiss e Vera Renczi.
Gli studiosi, che non hanno saputo dare una spiegazione plausibile, hanno ipotizzato che le donne sarebbero state prese da “un attacco di pazzia collettiva”. Il loro caso non fu il primo: una donna di nome Alexe Popova tra il 1879 e il 1909, diede del veleno gratis alle donne del villaggio di Samara per avvelenare i loro mariti. Arrestata nel marzo 1909, confessò con orgoglio 300 omicidi che commetteva, dato che le donne che erano ricorse a lei erano tutte mogli maltrattate e picchiate dai mariti (in un paese che non riconosceva all'epoca - come del resto da nessuna parte - il reato di questo tipo di maltrattamenti), e lei in questo modo si vendicava. Venne successivamente condannata a morte tramite fucilazione, sentenza eseguita nel 1909; prima di morire si pentì delle sue azioni.